# GU-186
La GU-186 es una carretera de montaña de la provincia de Guadalajara (España) que transcurre a través de la sierra de Ayllón entre Tamajón y el límite con la provincia de Segovia por el puerto de la Quesera, donde enlaza con la SG-112. Pertenece a la Red de Carreteras de la Diputación de Guadalajara de primer orden.

## Recorrido

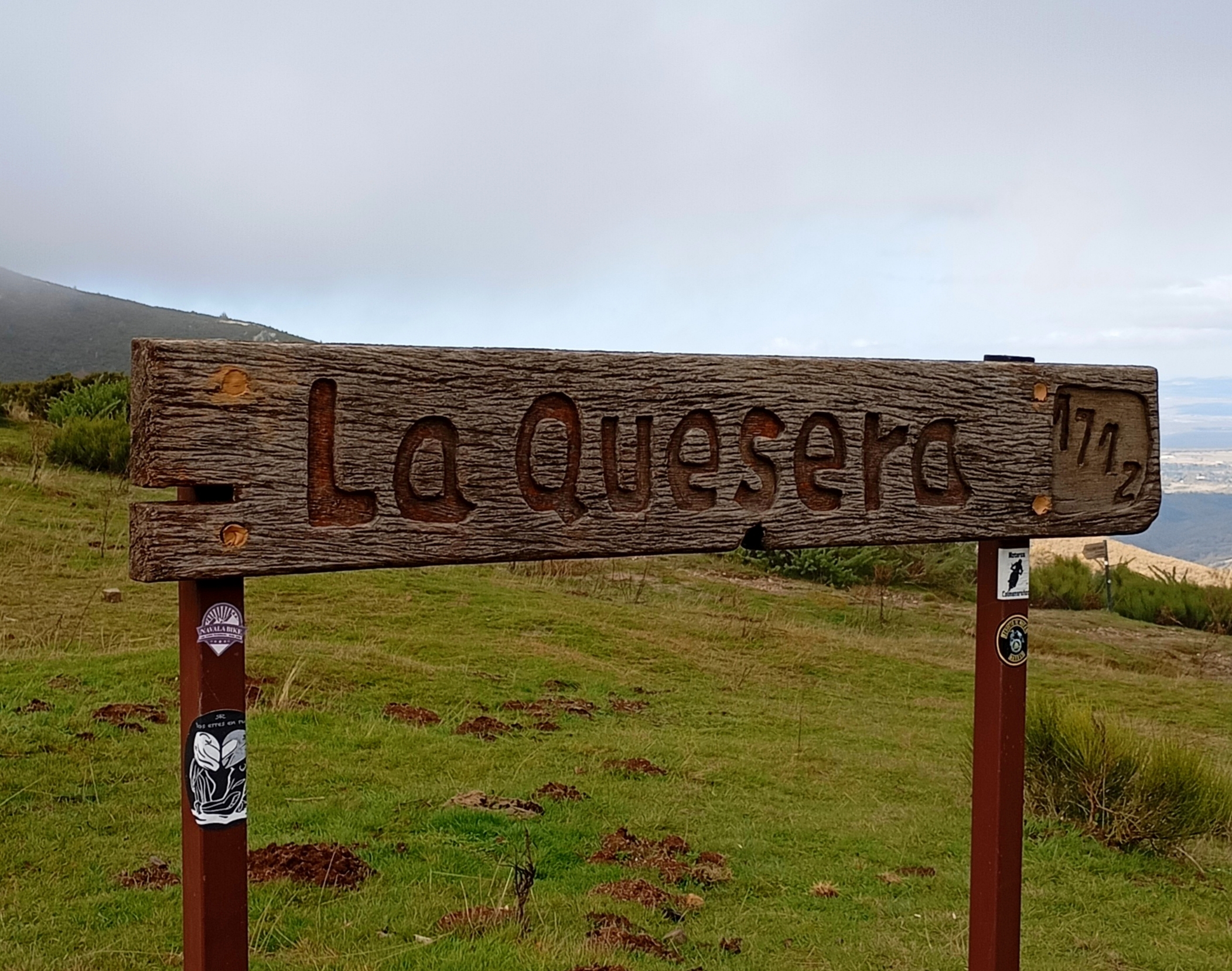
Cartel indicador de la llegada al Puerto de la Quesera

Es una carretera convencional de una sola calzada que atraviesa la Ciudad Encantada de Tamajón, parque natural de la Sierra Norte de Guadalajara y el hayedo de Tejera Negra, además de las localidades de Campillejo, El Espinar, Campillo de Ranas y Majaelrayo.
Los últimos 27 km que suponen más de la mitad de su recorrido, entre Majaelrayo y el puerto de la Quesera, discurren por una zona virgen en plena sierra de Ayllón sin núcleos de población.
La carretera finaliza en el puerto dando paso a la carretera SG-112, ahora ya en la provincia de Segovia, que discurre sierra abajo hasta Riofrío de Riaza para finalmente discurrir hasta la N-110 en Riaza.

## Cartografía
- Hojas 459-IV, 459-III, 459-I y 432-III, a escala 1:25000, del Instituto Geográfico Nacional.

- Datos: Q5872993